# 100-мм противотанковая пушка Т-12
100-мм противотанковая пушка Т-12 (индекс ГРАУ — 2А19) — первая в мире особо мощная гладкоствольная противотанковая пушка.

## История
Когда в 1953 году была принята на вооружение пушка Д-48, встал вопрос о замене БС-3 новым орудием, разработка которого началась в 1954. К 1957 году сложилась и реализована концепция гладкоствольного противотанкового орудия.
Пушка была создана в Конструкторском бюро (КБ) Юргинского машиностроительного завода № 75 под руководством В. Я. Афанасьева и Л. В. Корнеева. Революционные бронебойные оперённые подкалиберные снаряды для неё были разработаны коллективом НИИ-24 (ныне НИМИ им. Бахирева) под руководством В. В. Яворского. В июле 1960 или 1961 года она была принята на вооружение ВС Союза ССР и запущена в серийное производство. По номенклатуре НАТО обозначается как М1955 по якобы первому публичному появлению на первомайском параде в этом году, и в рассекреченных документах ЦРУ упоминается об её участии во подавлении Венгерского восстания в 1956 — скорее всего, имела место путаница с визуально крайне похожей пушкой Д-48 (в тех же документах как Д-48 подписана самодвижущаяся пушка СД-44).

## Описание
Двухстанинный лафет и ствол орудия был взят от 85-мм противотанковой нарезной пушки Д-48. От Д-48 ствол Т-12 отличался только 100-мм гладкостенной трубой-моноблоком с дульным тормозом. Канал пушки состоял из каморы и цилиндрической гладкостенной направляющей части. Камора образована двумя длинными и одним коротким конусами.
Несмотря на то, что пушка Т-12 рассчитана в первую очередь для огня прямой наводкой (имеет дневной прицел ОП4М-40 и ночной АПН-5-40), она оснащена дополнительным механическим прицелом С71-40 с панорамой ПГ-1М и может использоваться в качестве обыкновенной полевой пушки для стрельбы фугасными боеприпасами с закрытых позиций. Раздвижные станины оснащены дополнительным убирающимся колёсиком, установленным у сошников.
Перевозка пушки Т-12 осуществляется штатным тягачом МТ-Л или МТ-ЛБ. Для движения по снегу использовалась лыжная установка ЛО-7, которая позволяла вести огонь с лыж при углах возвышения до +16° с углом поворота до 54°.

## Боеприпасы
В боекомплект Т-12 входит несколько типов подкалиберных бронебойных, кумулятивных и осколочно-фугасных снарядов. Все снаряды оперённые. Первые два могут поражать танки типа М60 и «Леопард-1». Для борьбы с бронированными целями применяется бронебойно-подкалиберный снаряд, способный на дистанции в 1 000 метров пробить броню толщиной 215 мм. Также из пушки Т-12 можно вести огонь снарядами 9М117 «Кастет», наводимыми по лазерному лучу и пробивающими броню за динамической защитой толщиной до 660 мм.

## Использование
Танк Т-62 мог быть вооружён пушкой Т-12, однако от установки отказались из-за длины унитарного выстрела орудия (1200 мм). В дальнейшем в результате эксплуатации выявилась необходимость внесения небольших изменений в конструкцию лафета. В связи с этим, в 1970 году появилась улучшенная модификация МТ-12 или «Рапира». Главным отличием модернизированной модели МТ-12 является то, что она была оснащена торсионной подвеской, которая при стрельбе блокировалась для обеспечения стабильности.
В настоящее время буксируемые противотанковые пушки являются относительной редкостью, большинство таких орудий стоит на вооружении армий республик бывшего Советского Союза. В некоторых государствах — бывших членах Варшавского договора, также осталось значительное количество 100-мм противотанковых пушек Т-12.
На вооружении ВС России состоит более 6000 таких пушек. Хотя сегодня в России эти пушки сняты с производства, их выпуск продолжает китайская компания «Норинко», производящая их на экспорт как «тип 73».
27 августа 2013 года выстрелом из Т-12 был потушен фонтанирующий пожар скважины на ямальском Самбургском месторождении.

## На вооружении

### Операторы
- Болгария — 126 МТ-12, по состоянию на 2024 год.[12]
- Вьетнам — некоторое количество Т-12, по состоянию на 2024 год.[12]
- Грузия — около 40 Д-44 и МТ-12, по состоянию на 2024 год.[13]
- Казахстан — 20 МТ-12, по состоянию на 2024 год.[12]
- КНР — 1308 Type 73/86 (китайская копия Т-12) по состоянию на 2024 год.[14]
- Кыргызстан — 18 Т-12/МТ-12, по состоянию на 2024 год.[12]
- Молдова — 31 МТ-12, по состоянию на 2024 год.[12]
- Монголия — некоторое количество, по состоянию на 2024 год.[12] Всего поставлено 25 Т-12.[15]
- Румыния — 218 М-1977(румынская версия МТ-12), по состоянию на 2024 год[12]
- Россия — 500 МТ-12 на вооружении и 800 Т-12/МТ-12 на хранении по состоянию на январь 2024 год.[16]
- Туркменистан — 60 Т-12/МТ-12, по состоянию на 2024 год.[12]
- Узбекистан — 36 Т-12/МТ-12, по состоянию на 2024 год.[12]
- Украина — 200 Т-12/МТ-12 по состоянию на 2024 год.[14]

### Бывшие операторы
- Алжир — 10 Т-12, по состоянию на 2010 год[17]
- Босния и Герцеговина — 155 T-12/МT-12, по состоянию на 2013 год[18]
- ГДР — 267 Т-12, поставлено в 1986 году. Перешли к ФРГ, позднее проданы или утилизированы.
- Венгрия — 106 Т-12, поставлено в 1975 году. Списаны[12]
- Египет — 100 Т-12, поставлено в 1969 году. Списаны[12]
- Камбоджа — 15 Т-12, поставлено в 1989 году. Списаны[12]
- Ирак — 100 Т-12, поставлено в 1975 году. Списаны[12]
- Сомали — 25 Т-12, поставлено в 1974 году. Списаны[12]
- СССР — перешли к образовавшимся после распада государствам.
  -  Белоруссия — унаследованы от СССР. Списаны[12]
  -  Армения — 36 МТ-12, по состоянию на 2016 год[19]
  -  Азербайджан — 72 МТ-12, по состоянию на 2016 год. Списаны[12]
- Эфиопия — 50 Т-12, поставлено в 1978 году. Списаны[12]
- Югославия —  350 Т-12, поставлено в 1977 году. Списаны[12]
  -  Черногория — 36 МТ-12, по состоянию на 2010 год[20]
  -  Хорватия — 133 Т-12, по состоянию на 2010 год[21]
- Южный Йемен — 72 Т-12, поставлено в 1979 году. Перешли к Йемену, позже списаны[12]

## Где можно увидеть
- Россия — Музейный комплекс УГМК, г. Верхняя Пышма, Свердловская область.[22].
- Россия — Военно-исторический музей артиллерии, инженерных войск и войск связи